# Чкаловское (Томская область)
Чкаловское — газонефтяное месторождение в Томской области.
Чкаловское месторождение открыто в 1977 году, в промышленную эксплуатацию введено в 1986 году на основании проекта пробной эксплуатации, выполненного ОАО «ТомскНИПИнефть».
Держателем лицензионного соглашения об условиях пользования участком недр, включающим Чкаловское газонефтяное месторождение, является ОАО «Томскнефть» ВНК (дочернее предприятие нефтяных компаний ОАО «НК „Роснефть“» и ОАО «Газпромнефть»).

## Характеристика
В административном отношении Чкаловское нефтяное месторождение расположено в южной части Александровского района Томской области и относится к Чкаловскому лицензионному блоку. В 40 км на юго-запад от Чкаловского месторождения расположено разрабатываемое Северо-Васюганское газоконденсатное месторождение, на западе в 100—130 км находятся разрабатываемые месторождения — Ломовое, Столбовое, Озерное, то есть месторождение обособлено и удалено от разрабатываемых обустроенных месторождений. Постоянная дорожная сеть в районе работ отсутствует. Завоз материала, спецтехники осуществляется в зимнее время из г. Стрежевого. Вахтовые перевозки людей осуществляются на вертолетах.

## География
Ближайшими населёнными пунктами являются город Стрежевой и районный центр село Александровское, расположенные соответственно в 140 и 98 км на северо-запад от месторождения. Более мелкие населённые пункты: села Пырчено, Новоникольское, Прохоркино, расположены в 10-20 км к востоку от района на побережье реки Оби или ее пойме. В городе Стрежевом и селе Александровское имеются речная пристань, аэропорт, телеграф, больница.
В орографическом отношении территория месторождения представляет собой заболоченную равнину. Заболоченные участки составляют 5 % площади, отличаются трудной проходимостью. Характерной особенностью ландшафта территории является значительная расчлененность рельефа от +50 до +90 м. Территория покрыта хвойно-лиственным лесом и болотной растительностью. Животный мир характерен для таежных областей Западной Сибири. Плотность населения района низкая.